# In quel preciso momento
In quel preciso momento è una raccolta di racconti brevi, prose, riflessioni, apologhi, appunti e pagine di diario pubblicate dallo scrittore e giornalista Dino Buzzati nel 1950.
Nel 1955 uscì una nuova edizione, sempre per i tipi dell'editore Neri Pozza, contenente quaranta pezzi in più. Nel 1963 il volume venne pubblicato in questa forma dall'editore Mondadori, che nel 1974 ne editerà però una nuova edizione, con l'aggiunta di ulteriori ventisette frammenti letterari.

## Contenuti[2]
- La formula
- Non siamo più giovani
- Le finestre accese
- Congedo dalla nave
- Gennaio 1944
- Una fotografia di ragazza
- La calata degli Unni – Febbraio 1944
- Gratitudine
- C'era la guerra
- Venuto a cercarci
- Tromba 1944
- Ringraziamento e addio
- L'agenda
- Aprile 1945
- Che cosa sei, creatura?
- Giugno 1945
- Le nubi
- Nella casa sinistrata
- 10 luglio 1945
- Lo scarafaggio
- Il racconto del reduce
- Il nonno dice che
- Enumerazioni
- Il Califfo ci aspetta
- Narcosi
- Al davanzale
- L'apparizione
- Stillicidio
- Il primo giorno in Paradiso
- Domenica
- Marzo 1946
- Il fondo del letto
- Uno ti aspetta
- Un caso interessante
- Giugno 1946
- Quelli che ritornano
- Un difficile avvertimento
- Opera di misericordia
- In quel preciso momento
- La sera in provincia
- Il segreto
- Il problema del Bambino Gesù
- Salute di ferro
- Patrocinatore dei giovani
- Alternativa
- Giugno 1947
- Le madri incontentabili
- La musica in agguato
- Gruppo fotografico
- Invidia per coloro che sono in villeggiatura
- Conigli sotto la luna
- La casa dell'abate Bic
- Mania dei viaggi
- Lettera anonima
- Inseguimento
- Pensieri gentili
- Una festa da ballo
- I vantaggi di stare all'estero
- Seduto in un angolo
- La nuova casa
- I mendicanti
- La S.V. è invitata
- Il pasto dell'Imperatore
- Quattro passi
- Prodigi
- La questione della porta murata
- Le mensole
- Toilette per il ballo
- Partenza sospesa
- La gloria
- Il topo
- Febbraio 1948
- Acqua chiusa
- Il libro proibito
- Un addio
- La morte del cane
- Custode della villa
- Il treno
- Questioni ospedaliere
- Bambini tenetevi!
- La solitudine
- Non parlare ai canarini neanche si può
- Incontro notturno
- Compiacimento malvagio
- Clac
- La patria
- Dicembre 1948
- Gli amici si congratulano
- Alle ore 5
- Separazione
- Un pezzo di prato
- L'anno 1000
- Scherzo
- Rumore
- Stupidità dei bambini
- Febbraio 1950
- La botte
- Un deplorevole malinteso
- Zapparoli
- Uguale e contraria
- Il corridoio del grande albergo
- Pusillanime
- Come un'onda
- Una fine del mondo
- Ottobre 1952
- Il silenzio delle bestie
- Denuncia del reddito
- Fantasma ribelle
- Gentiluomini nella notte
- Crisi all'ospedale
- Orchidee ai vecchi!
- Il campanello
- Non è mai finita
- Le reticenze
- Enigma canino
- Rabbia di Natale
- La moto
- La grande pulizia
- Marzo 1954
- Ypsilanti in linea
- La libertà
- Il cantiniere dell'Aga Khan
- Turismo
- La vita
- L'inquietudine
- Plenilunio
- Le mura di Anagoor
- Un avviso sopra il lavabo
- Il grande viaggiatore
- Per giudicare le poesie
- Volo di notte
- Miele e veleno
- Strano giardino
- Vantaggi del progresso
- Il dottore impressionabile
- Il macigno
- 26 ottobre 1957
- Il bisbiglio
- Il grande mendicante
- Esperimento di magia
- Poveri topolini
- Vivono come se
- Il tappeto volante
- Storico e stupendo
- 17 maggio 1961
- Telefonata
- Il diverso
- Un caso stupefacente
- 3 ottobre 1961
- Imprudenza grammaticale
- Sarà per un'altra volta
- I gennaio 1962
- Ricordo di un poeta
- Il senso recondito
- La segretaria

## Edizioni
- Dino Buzzati, In quel preciso momento, Venezia, Neri Pozza, 1950.
- Dino Buzzati, In quel preciso momento, Venezia, Neri Pozza, 1955.
- Dino Buzzati, In quel preciso momento, Milano, Mondadori, 1963, 1965, 1974, 1991.
- Dino Buzzati, In quel preciso momento, a cura di Lorenzo Viganò, Milano, Mondadori, 2006, ISBN 8804561165.
- Dino Buzzati, In quel preciso momento, a cura di Lorenzo Viganò, Milano, Mondadori, 2011, ISBN 9788804561163.